# الإجهاض في أرمينيا
الإجهاض في أرمينيا قانوني عند الطلب حتى 12 أسبوعًا من الحمل, وفي ظروف خاصة بين 12 أسبوعًا و 22 أسبوعًا. أصبح الإجهاض قانونيًا منذ 23 نوفمبر 1955, عندما كانت أرمينيا جمهورية تابعة للاتحاد السوفيتي . يجوز إنهاء الحمل بناء على طلب الأم حتى الأسبوع الثاني عشر ولأسباب طبية واجتماعية حتى الأسبوع الثاني والعشرين بموافقة الطبيب. منذ عام 2016, عندما تم تمرير قانون يحظر الإجهاض الانتقائي بسبب جنس الجنين, يلزم تقديم المشورة الإلزامية قبل الإجهاض إلى جانب فترة انتظار لمدة 3 أيام. تم انتقاد القانون لأنه يستخدم الإجهاض الانتقائي بسبب جنس الجنين كذريعة لتقييد الوصول إلى الإجهاض, على الرغم من أن الحكومة نفت ذلك, وادعت أنها لا تنوي التشكيك في حق المرأة في الوصول إلى الإجهاض الآمن.
تم استخدام الإجهاض كوسيلة لتحديد النسل في أرمينيا وكان عدد وفيات الأمهات من مضاعفات الإجهاض مرتفعًا للغاية (بين 10 و 20٪ في عام 2000). بعد إصلاحات واسعة النطاق, انخفض عدد الوفيات إلى 5٪ في عام 2005.
في عام 2014, انتهت 21.77٪ من حالات الحمل في أرمينيا بالإجهاض, وهو ارتفاع طفيف عن أدنى مستوى له على الإطلاق في عام 2010 (21.52٪). أبلغت الأمم المتحدة عن معدل إجهاض (معبر عنه بعدد حالات الإجهاض لكل 1,000 امرأة تتراوح أعمارهن بين 15 و 44 عامًا) من 13.9 في عام 2004 و 16.9 اعتبارًا من 2010.

## الإجهاض الانتقائي بسبب الجنس
أرمينيا, إلى جانب دول أخرى, لا سيما الصين والهند, لديها مشكلة في الإجهاض الانتقائي بسبب جنس الجنين. وقد تسبب هذا في مناقشات سياسية كبيرة, على الصعيدين الدولي والوطني. ومع ذلك, فإن السياسات التي اعتمدتها أرمينيا للتعامل مع هذه القضية كانت مثيرة للجدل وعرضة للنقد.
في عام 2016, تبنت الدولة لوائح للحد من هذه الممارسة. تم حظر الإجهاض الانتقائي بسبب جنس الجنين صراحة في عام 2016. ومع ذلك, حتى قبل عام 2016, كان الإجهاض الانتقائي بسبب جنس الجنين محظورًا ضمنيًا, حيث أن أرمينيا, منذ إضفاء الشرعية على الإجهاض في عام 1955 بموجب القانون السوفيتي, فرضت دائمًا قيودًا على الإجهاض بعد الأشهر الثلاثة الأولى من الحمل, عندما تحدث عمليات الإجهاض الانتقائي بسبب جنس الجنين, الشيء الوحيد الذي لديه تغيرت عدة مرات على مر السنين وهي الأسباب التي وضعتها الحكومة من أجل الموافقة على الإجهاض بعد 12 أسبوعًا. نظرًا لأن اختيار الجنس لم يكن أبدًا سببًا قانونيًا معتمدًا, فإن عمليات الإجهاض هذه كانت دائمًا غير قانونية من الناحية الفنية. على هذا النحو, كان يُنظر إلى قانون 2016 الذي يحظر الإجهاض صراحة لأسباب اختيار جنس الجنين على أنه زائد عن الحاجة وغير قابل للتنفيذ, وقد جاء مع جدل كبير: شرط فترة انتظار 3 أيام. كان هناك قلق من أن النساء الفقيرات في المناطق الريفية لن يكن قادرات على تحمل تكاليف السفر عدة مرات إلى المدن لإجراء عمليات إجهاض آمنة, وبالتالي زيادة معدل الإجهاض غير الآمن في البلاد, لا سيما بالنظر إلى ارتفاع معدل الإجهاض بشكل عام. من الانتقادات لسياسات أرمينيا التي تتعامل مع اختيار الجنس أنها لا تركز على الثقافة التي ترى المرأة على أنها أقل شأناً, والتي تغذي اختيار الجنس بسبب الطريقة التي يتم بها التقليل من قيمة الفتيات.